# Тишкино (Пермский край)
Тишкино — деревня в Пермском районе Пермского края. Входит в состав Заболотского сельского поселения.

## Географическое положение
Расположена на берегах реки Качка примерно в 4,5 км к юго-востоку от административного центра поселения — деревни Горшки, и в 38 км к юго-западу от центра города Перми.

## Население
| 2010 |
| ---- |
| 17   |

## Улицы[2]
- Заречная ул.
- Луговая ул.

## Топографические карты
- Лист карты O-40-76 Юго-камский. Масштаб: 1 : 100 000. Состояние местности на 1983 год. Издание 1984 г.